# Shuanglong (köping i Kina, Inre Mongoliet)
Shuanglong (kinesiska: 双龙, 双龙镇) är en köping i Kina. Den ligger i den autonoma regionen Inre Mongoliet, i den norra delen av landet, omkring 75 kilometer sydväst om regionhuvudstaden Hohhot. Antalet invånare är 23420. Befolkningen består av 11 371 kvinnor och 12 049 män. Barn under 15 år utgör 13,0 %, vuxna 15-64 år 73 %, och äldre över 65 år 12,0 %.
Genomsnittlig årsnederbörd är 605 millimeter. Den regnigaste månaden är juli, med i genomsnitt 171 mm nederbörd, och den torraste är januari, med 2 mm nederbörd.